# Libera Chat
Pour les articles homonymes, voir Libera.
Libera Chat est un réseau IRC pour les projets de logiciels libres et open source, fondé le 19 mai 2021 par d'anciens membres du personnel de Freenode.